# Rugathodes nigrolimbatus
Rugathodes nigrolimbatus là một loài nhện trong họ Theridiidae.
Loài này thuộc chi Rugathodes. Rugathodes nigrolimbatus được Takeo Yaginuma miêu tả năm 1972.